# Kispáli
Kispáli község Zala vármegyében, a Zalaegerszegi járásban.

## Fekvése
A megyeszékhely, Zalaegerszeg északi szomszédságában helyezkedik el; a városon kívül csak három települési szomszédja van: kelet felől Nagypáli, nyugat felől Kiskutas, északnyugat felől pedig Nagykutas.

### Megközelítése
Csak közúton érhető el: Nagypáli felől a 74-es főútból kiágazó 74 148-as számú mellékúton, Nagykutas, illetve Zalaegerszeg Ságod városrésze és a 76-os főút felől pedig önkormányzati utakon.

## Története
1848 előtt úrbéres község volt, s azt követően is főként mezőgazdaságból élt.

## Közélete

### Polgármesterei
- 1990–1994:
- 1994–1998: Kocsis János (független)[4]
- 1998–2002: Frankovics András (független)[5]
- 2002–2006: Frankovics András (független)[6]
- 2006–2010: Frankovics András (független)[7]
- 2010–2013: Frankovics András (független)[8]
- 2014–2014: Horváth Zsuzsanna (független)[9]
- 2014–2019: Horváth Zsuzsanna (független)[10]
- 2019–2024: Horváth Zsuzsanna (független)[11]
- 2024– : Horváth Zsuzsanna (független)[1]

A településen 2014. március 9-én időközi polgármester-választást tartottak, az előző polgármester halála miatt.

## Népesség
A település népességének változása:
| Lakosok száma | 291  | 289  | 286  | 283  | 272  | 271  | 272  |
|               | 2013 | 2014 | 2015 | 2021 | 2022 | 2023 | 2024 |

A 2011-es népszámlálás idején a nemzetiségi megoszlás a következő volt: magyar 98%, német 2%. A lakosok 79,8%-a római katolikusnak, 6,37% felekezeten kívülinek vallotta magát (13% nem nyilatkozott).
2022-ben a lakosság 93%-a vallotta magát magyarnak, 1,1% ukránnak, 1,1% ruszinnak, 0,4% németnek, 0,4% cigánynak, 1,1% egyéb, nem hazai nemzetiségűnek (5,9% nem nyilatkozott; a kettős identitások miatt a végösszeg nagyobb lehet 100%-nál). Vallásuk szerint 56,3% volt római katolikus, 0,7% református, 0,4% evangélikus, 1,5% egyéb katolikus, 8,5% felekezeten kívüli (32,7% nem válaszolt).

## Nevezetességei
- Az 1929-ben épült Imaház, amely iskolaként is szolgált, felújítására 1960-ban került sor.
- Az 1928-ban épült egykori Steffler család tulajdonát képező kúria, mely a közösségi élet programjainak ad otthont. Az épületet 1993-ban újították fel.